# De lladre a policia
De lladre a policia  (títol original: Blue Streak) és una pel·lícula estatunidenca dirigida per Les Mayfield, estrenada el 1999. Ha estat doblada al català.

## Argument
Miles Logan acaba de robar un dels diamants més cars. Desgraciadament per a ell, té tot just el temps d'amagar-lo en una canonada de climatització d'un immoble en construcció abans de ser detingut per la policia de Los Angeles. Quan surt de la presó, dos anys més tard, marxa directament cap a l'immoble amb la finalitat de recuperar el seu guany. Però una sorpresa l'espera: l'edifici s'ha convertit en una comissaria de policia. Llavors es fa passar per un inspector.

## Repartiment
- Martin Lawrence: Miles Logan
- Peter Greene: Tulley
- Luke Wilson: Carlson
- Nicole Ari Parker: Melissa Green
- Graham Beckel: Rizzo
- Richard C. Sarafian: l'oncle Lou
- Tamala Jones: Janiece
- William Forsythe: detectiu Hardcastle
- Carmen Argenziano: capità Penelli
- John Hawkes: Eddie
- Octavia Spencer: Shawna
- J. Kenneth Campbell: l'agent de l'FBI Peterson

## Crítica
- En el lloc Rotten Tomatoes, De lladre a policia obté un resultat del 65 % per a un total de 69 crítiques i una nota mitjana de 4,8/10, concloent: « Martin Lawrence aporta la seva tecla humorística, però el film no aporta gaire més que un film de comèdia d'acció estàndard. ». A Metacritic, obté un resultat de 46 sobre 100, sobre la base de 26 crítiques, indicant parers generalment regulars.[2][3]
- En el lloc Allociné, rep una nota de 2,7 sobre 5 per la premsa i de 2,4 estrelles sobre 5 pels espectadors.[4]
- "Molta acció i alguns moments realment divertits per a una cinta que es veu sense problemes"[5]

## Continuació anul·lada
En octubre 2000, Columbia Pictures, satisfeta resultats del box-office del film, va anunciar un projecte de continuació. El guionista Stephen Carpenter, el realitzador Els Mayfield, Martin Lawrence i Luke Wilson eren en negociacions a fi de reprendre els seus papers. El febrer de 2001, va anunciar que Stephen Carpenter havia escrit un script per a la continuació, que Luke Wilson tornava a la direcció i que Martin Lawrence reprendria el seu paper.
Per a raons desconegudes, el projecte d'un segon lliurament va ser anul·lat abans que la producció no comencés.